# Florian Cazenave
Florian Cazenave (30 de desembre de 1989, Tarba, França) és un jugador de rugbi francès, jugant mig de melé. Des de 2008, va jugar amb l'equip de la Unió Esportiva Arlequins de Perpinyà. També sap de les seleccions amb l'equip de França sub-18 i menors de 19 anys.